# Ananeotiki Kommounistiki ke Ikologiki Aristera
Die Ananeotiki Kommounistiki ke Ikologiki Aristera (griechisch Ανανεωτική Κομμουνιστική Οικολογική Αριστερά ‚Erneuernde Kommunistische und Ökologische Linke‘) kurz AKOA, war eine 1987 entstandene griechische Partei. Sie wurde von Mitgliedern einer eurokommunistisch beeinflussten Abspaltung der Kommunistischen Partei Griechenlands gegründet und vertrat auch verstärkt grüne Positionen.
Seit 2004 bildet AKOA gemeinsam mit den linken Parteien Synaspismos, KEDA, DEA und der Wählervereinigung Aktive Bürger das Bündnis der Radikalen Linken (Synaspismos tis Rizospastikis Aristeras, SYRIZA), das bei den griechischen Parlamentswahlen 2004 3,3 % der abgegebenen Stimmen und sechs Mandate errang. Sie ging 2013 in SYRIZA auf und löste sich somit auf.
In der Europäischen Linken besaß die AKOA Beobachterstatus.